# Zebrus zebrus
A Zebrus zebrus a csontos halak (Osteichthyes) főosztályának a sugarasúszójú halak (Actinopterygii) osztályába, ezen belül a sügéralakúak (Perciformes) rendjébe, a gébfélék (Gobiidae) családjába és a Gobiinae alcsaládjába tartozó faj.

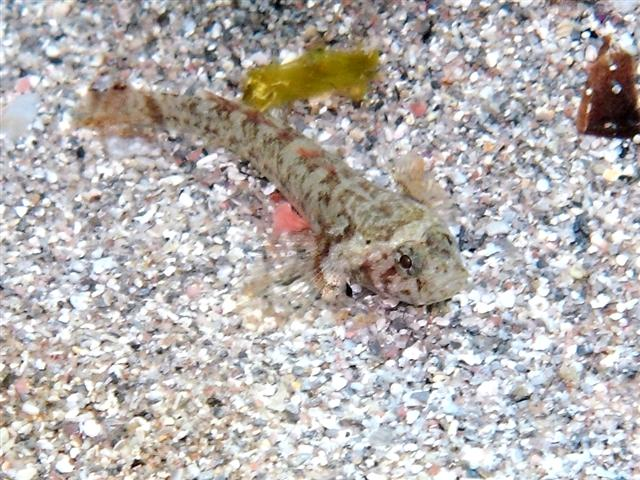
A szabad természetben

Nemének egyetlen faja.

## Előfordulása
A Zebrus zebrus előfordulási területe a Földközi-tenger.

## Megjelenése
Ez a hal legfeljebb 5,5 centiméter hosszú. Testén több sötét csík látható.

## Életmódja
Tengerfenéklakó hal, amely 3 méternél mélyebbre nemigen úszik le. Általában az árapálytérségben vagy lagúnákban levő kövek alatt, vagy algák és közönséges tengerifüvek (Zostera marina) között található meg.